# 束尾草属
束尾草属（学名：Phacelurus）是禾本科下的一个属。该属共有4种，分布于东非和亚洲温带地区。

## 下属物种
- 束尾草 Phacelurus latifolius (Steud.) Ohwi